# Малая Грызиха
Малая Грызиха — деревня в Оричевском районе Кировской области в составе Коршикского сельского поселения.

## География
Примыкает с запада к центру поселения селу Коршик.

## История
Известна с 1802 года как починок Скурихинский с 7 дворами и населением 22 души мужского пола. В 1873 году здесь (починок Скурихинский или Грызиха малая) учтено дворов 20 и жителей 139, в 1905 34 и 230, в 1926 (уже деревня Малая Грызиха или Скурихинский) 39 и 195, в 1950 60 и 156, в 1989 оставалось 30 жителей. Нынешнее название утвердилось с 1939 года.

## Население
Постоянное население  составляло 9 человек (русские 100%) в 2002 году, 6 в 2010.